# لوف كا ذي آند
نهاية لوف (بالإنجليزية: Luv Ka The End)‏، هو فيلم هندي أُصدر في عام 2011 من إخراج بومبي, وبطولة شرادها كابور و طه شاهـ. الفيلم أول إنتاج شركة واي فيلمز "Y-Films" وهي شركة تابعه لـ ياش راج فيلمز "Yash Raj Films". والفيلم مبني على الفيلم الأمريكي "Wild Cherry". وتم تصنيفة دون المتوسط "below average" في شباك التذاكر.

## طاقم التمثيل
- شرادها كابور بدور ريها دالداس
- طه شاهـ بدور لوف ناندا
- إيررول ماركس بدور غولو
- ميهيرزان مازدا بدور تيمي
- بوشتتي شاكتي بدور جوغز
- سريجيتا دي بدور دي
- ريا بامنيال بدور ناتاشا اوبري
- شيناز تريسوريوالا بدور مس ناز
- ارشانا بوران سينغ بدور لوكس لوفاني
- علي ظفر بدور فريدي كابور (ظهور خاص)

## طاقم العمل
- المخرج: بومبي
- المنتج: اشيش باتيل
- السيناريو والحوار: شيناز تريسوريولا - روي سيجال
- السيناريو: نيكيل فياس
- القصة: اشيش باتيل
- مصمم الإنتاج: مادهو ساركار
- الصوت: اندراجيت نيوجي - ماناس شودري
- التحرير: سوراب كو

## الإنتاج
- في 1 أبريل 2011 تم الإعلان عن أول إنتاج لشركة واي فيلمز "Y-Films".
- تم عقد اجتماع طاقم الفيلم وأبطال من الفيلم وأبطال فيلم Mujhse Fraaandship Karoge وفيلم Virus Diwan مع الصحافة.

## الموسيقى التصويرية
- الأغاني من تأليف رام سامباث. اميتاب باتشاريا لكتابة كلمات الأغاني.
- تم تقييم ألبوم الفيلم من موقع بوليود هنجما 2.5 نجوم. مشيرا إلى أنه ألبوم للأشخاص الذين يبحثون عن استراحه من توهج بوليوود المعتاد.

## روابط خارجية
- لوف كا ذي آند على موقع IMDb (الإنجليزية)
- لوف كا ذي آند على موقع روتن توميتوز (الإنجليزية)
- لوف كا ذي آند على موقع Turner Classic Movies (الإنجليزية)
- لوف كا ذي آند على موقع قاعدة بيانات الفيلم (الإنجليزية)
- لوف كا ذي آند على موقع ليتربوكسد (الإنجليزية)
- لوف كا ذي آند على موقع كينوبويسك (الروسية)